# Danuta Bazylska
Danuta Bazylska (ur. 5 kwietnia 1955) – polska lekkoatletka, specjalizująca się w pchnięciu kulą i rzucie dyskiem, medalistka mistrzostw Polski.

## Kariera sportowa
Była zawodniczką Lumelu Zielona Góra i Górnika Zabrze.
Na mistrzostwach Polski seniorek na otwartym stadionie zdobyła dwa brązowe medale: w pchnięciu kulą w 1973 oraz w rzucie dyskiem w 1974. 
Rekord życiowy w pchnięciu kulą: 15,81 (18.05.1974), w rzucie dyskiem: 51,58 (8.09.1974).